# Felsted (Dania)
Felsted – miasto w Danii, w regionie Dania Południowa, w gminie Aabenraa.